# Tricoryna
Tricoryna is een geslacht van vliesvleugeligen uit de familie Eucharitidae. De wetenschappelijke naam van dit geslacht is voor het eerst geldig gepubliceerd in 1886 door Kirby.

## Soorten
Het geslacht Tricoryna omvat de volgende soorten:
- Tricoryna alcicornis (Boucek, 1988)
- Tricoryna biclavata (Girault, 1940)
- Tricoryna chalcoponerae Brues, 1934
- Tricoryna ectatommae Girault, 1915
- Tricoryna iello (Walker, 1839)
- Tricoryna kirbyi (Ashmead, 1900)
- Tricoryna minor (Girault, 1934)
- Tricoryna myrmicis Girault, 1940
- Tricoryna offenbachi (Girault, 1934)
- Tricoryna punctulativentris (Girault, 1928)
- Tricoryna rangiferina Heraty, 2002
- Tricoryna reticulativentris (Girault, 1934)
- Tricoryna subsalebrosa Girault, 1915
- Tricoryna tuberculaticornis (Girault, 1915)
- Tricoryna zalates (Walker, 1839)